# ペルフルオロブタン
ペルフルオロブタン (Perfluorobutane, PFB) は、無色の気体である。
n-ブタンの骨格を備え、すべての水素原子をフッ素原子で置換された単純なフルオロカーボンである。消火器のハロン 1301を代替する目的で使用され、同様に新世代のマイクロバブル超音波造影剤のガス要素として使用される。 Sonazoid は、Amersham ヘルス社によって開発されたペルフルオロカーボンを気体核として使用するマイクロバブル製剤である。